# Nishis

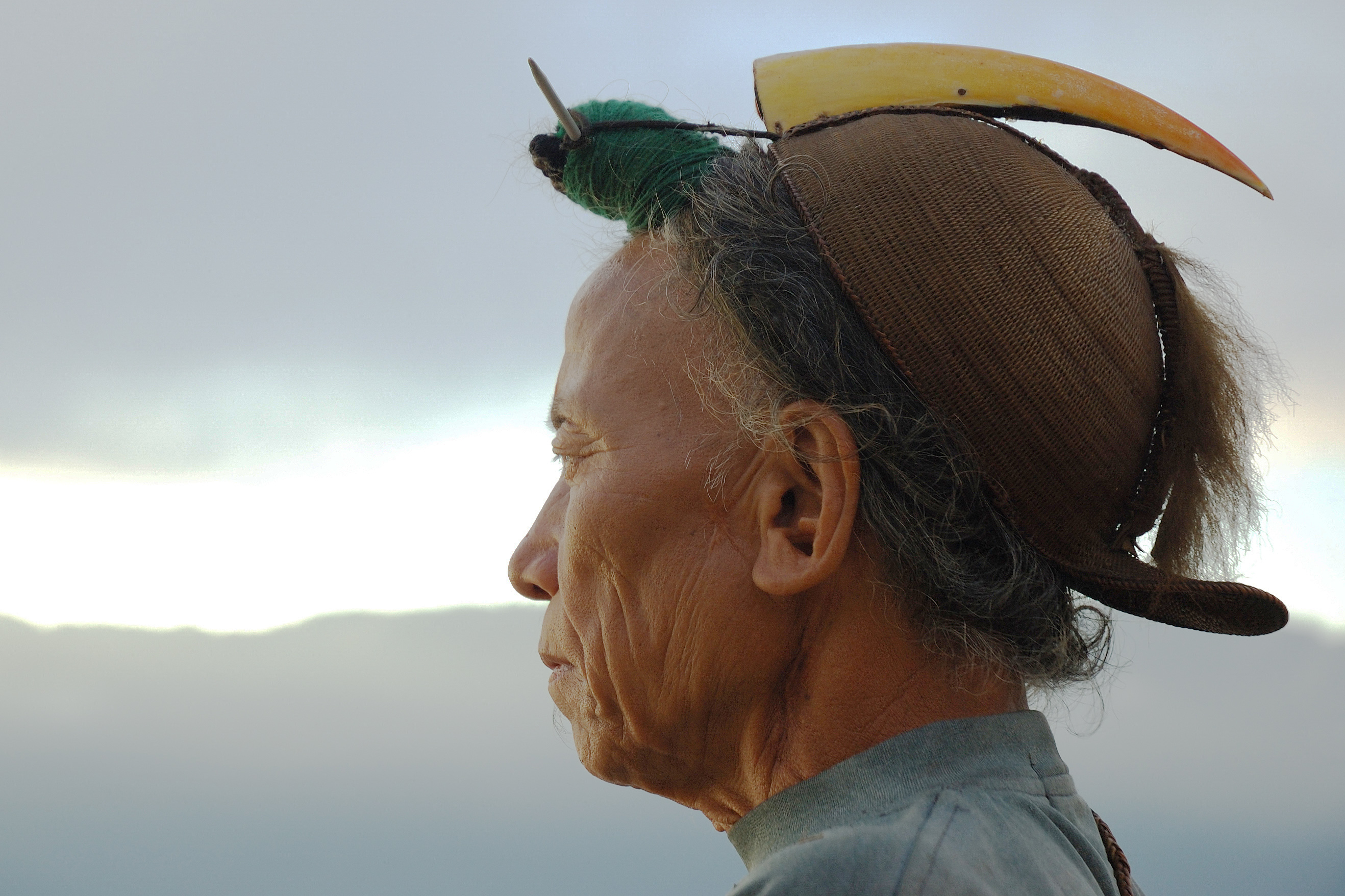
Homem Nishi vestindo o tradicional capacete com um bico de búcero.

A tribo Nishi habita principalmente o estado indiano de Arunachal Pradesh. Eles habitam Papum Pare, Kameng Oriental, Baixo Subansiri, Kurung Kume, partes do distrito de Alto Subansiri de Arunachal Pradesh, o distrito de Darrang e o norte do distrito de Lakhimpur em Assam. A sua população por volta de 120.000 faz deles uma das tribos mais populosas de Arunachal Pradesh, após as tribos combinadas de Adi e Galong (Abor), que eram as mais populosas no censo de 2001. 

## Língua
A sua língua pertence à família tibeto-birmanesa; entretanto, a origem é disputada e nenhuma teoria é concreta.

## Economia
Os nishis são agriculturalistas que praticam o jhum, que é uma forma de agricultura itinerante. Os principais cultivos incluem arroz e painço. O arroz é o alimento básico do povo, junto de peixe, carne de vários animais, tubérculos e legumes. Uma bebida produzida localmente, conhecida como "opo", é feita de painço. Isso é usado em todas as reuniões sociais e eventos importantes. Os nishis, tradicionalmente dependentes da floresta, comem frutas, raízes, brotos de bambu, peixes, sapos e até insetos. Modos tradicionais de prepará-los incluem cozinhar em vapor, assar e defumar.

## Vestuário
Tradicionalmente, os nishis trançam o cabelo e o amarram na testa. Um espeto de metal passa horizontalmente pelo cabelo amarrado. Anéis são usados por volta da cintura, braços e pernas. Os homens vestem um capacete com o bico de um búcero (Buceros bicornis). Decorações adicionais variam dependendo do status da pessoa.
Os homens nishis costumavam carregar um Dao (aoryo em nishi) (espada curta) e uma faca (yochi em nishi) em um cinto de bambu. O armamento consiste em uma lança com ponta de ferro, uma espada larga e um arco com flechas, com veneno (aommyo) na ponta.

## Religião

### Prática religiosa autóctone
A maioria dos nishis é de seguidores leais da fé Donyi-Polo, uma religião que homenageia os seus ancestrais, enfatiza a crença em muitos espíritos e superstições, e inclui rituais religiosos que coincidem com as fases da Lua ou ciclos agrícolas. Abo-Teni é reverenciado pelos seguidores da fé Donyi-Polo como o ancestral principal das tribos animistas de origem tibetana ou quase-tibetana. O festival religioso de Longte Yullo é celebrado em abril. Nyokum Yullo é celebrado em 26 de fevereiro a cada ano desde 1967-68 na vila de Joram no distrito de Baixo Subansiri.

### Práticas religiosas alóctones
Entre os nishis, existem atualmente aproximadamente 6.000 cristãos convertidos, considerados espiritualmente fracos pelos seus confrades, cuja maioria está concentrada em Itanagar. Pequenos grupos de hindus e budistas também existem entre os nishis. 

## Estrutura familiar
Ambas poliandria e poliginia são tradicionalmente praticadas entre os nishis, com um homem considerado rico podendo ter até oito esposas. 
A poligamia prevalece na tribo Nishi. Significa status social e estabilidade econômica, e também mostra-se útil durante tempos difíceis como guerras de clãs. Eles traçam a sua ascendência patrilinearmente e se dividem em vários clãs.
A maioria dos nishis tende pelo etnocentrismo e não gosta da ideia de casamento com membros de tribos vizinhas, o que é comum às outras tribos. 

## A questão do búcero
Os nishis, que tradicionalmente vestem capacetes com um bico de búcero, afetaram consideravelmente a população dessa ave.
Várias organizações, como a Arunachal Wildlife and Nature Foundation e o Wildlife Trust of India, têm tentado parar a caça dessas aves pelos nishis, para protegê-las da extinção. Reservas naturais, como o Pakke Sanctuary, estão sendo construídas para proteger as aves, enquanto materiais artificiais, como a fibra de vidro, foram introduzidos como uma alternativa para o bico de búcero na vestimenta nishi. Apesar de uma forte oposição à campanha, os nishis reconheceram a possibilidade de extinção do búcero, e 70% dos nishis já aceitaram essa nova ideia.